# Yoshihiko Noda
Yoshihiko Noda (野田 佳彦, Noda Yoshihiko, 20 de maig de 1957) és un polític japonès del Partit Demòcrata del Japó (PDJ), membre de la Cambra dels Representants (cambra baixa) en la Dieta del Japó (el parlament nacional). El 2 de setembre del 2011 fou nomenat primer ministre del Japó.

## Biografia
Noda és nascut a Funabashi, Prefectura de Chiba, fill d'un militar de la Força Terrestre d'Autodefensa del Japó (Exèrcit de Terra del Japó després de la Segona Guerra Mundial). Es va graduar a la Universitat de Waseda el 1980. Fou escollit membre de l'Assemblea de la Prefectura de Chiba el 1987.
El 1993 va ser elegit diputat pel Partit Nou Japó de la Cambra de Representants de la Dieta per l'antic districte electoral parlamentari número 1 de Chiba. El 1996 perdé l'escó, però el 2000 va tornar a guanyar-lo, aquest cop en el districte electoral parlamentari número 4 de Chiba (districte creat l'any 1994). Fou reescollit el 2003, 2005 i 2009. Noda es va inscriure al Partit Demòcrata del Japó (PDJ) el 1998, on assumí diferents tasques, i prengué el càrrec de ministre principal financer quan el PDJ va assolir el control de la Dieta, el setembre del 2009. El 8 de juny del 2010 va ser nomenat ministre d'Hisenda pel primer ministre Naoto Kan.

### Primer ministre
El 29 d'agost del 2011, en una votació interna, es va imposar per 215 vots a 177 al candidat Banri Kaieda com a líder del partit, cosa que el va convertir en virtual primer ministre. El 30 d'agost del 2011 la Cambra de Representants del Japó va escollir formalment Noda com a primer ministre del país (308 vots a favor i 157 en contra), rellevant Naoto Kan, que acumulà un desgast notable per la gestió del terratrèmol i tsunami del Japó del 2011 i l'accident nuclear de Fukushima I
El 2012, el govern del Partit Democràtic de Yoshihiko Noda va decidir augmentar l'impost al consum japonès. Aquest moviment impopular va permetre al Partit Liberal Democràtic de Shinzo Abe recuperar el control del govern japonès a les eleccions generals japoneses de 2012.

## Després de primer ministre
El 23 de setembre de 2024 Noda va ser elegit president del Partit Democràtic Constitucional (PDC) a les eleccions de lideratge del partit, i Junya Ogawa va ser escollit secretari general del partit. A les eleccions generals japoneses de 2024 celebrades el 27 d'octubre, el PDC va augmentar considerablement el seu nombre d'escons a la Cambra de Representants fins a 148, privant el governant Partit Liberal Democràtic del Japó (PLD) de la seva majoria.